# Квинцано (Асколи Пичено)
Квинцано (итал. Quinzano) насеље је у Италији у округу Асколи Пичено, региону Марке.
Према процени из 2011. у насељу је живело 26 становника. Насеље се налази на надморској висини од 672 м.